# زیمانی
زیمانی (به مجاری:  Zimány) یک منطقهٔ مسکونی در مجارستان است که در ناحیه کاپوشوار واقع شده‌است. زیمانی ۱۲٫۹۷ کیلومتر مربع مساحت و ۵۵۸ نفر جمعیت دارد.